# Jean-Bédel Bokassa
Jean-Bédel Bokassa (Bobangui, 22 februari 1921 – Bangui, 3 november 1996), van oktober tot december 1976 Saleh Eddine Ahmed Bokassa en van december 1976 tot september 1979 keizer Bokassa I, was een Centraal-Afrikaans staatsman en militair.

## Jeugd en militaire carrière

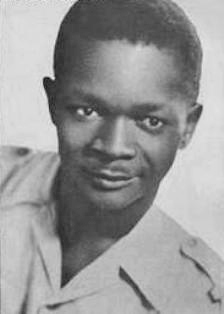
Een jonge Bokassa in het Vreemdelingenlegioen in 1939

Bokassa was de zoon van een stamhoofd dat in opstand kwam tegen de Franse koloniale macht en daarbij het leven liet. Bokassa leidde sindsdien een arme jeugd als wees. Hij werd door missionarissen opgevoed en katholiek gedoopt. Op 18-jarige leeftijd werd hij beroepsmilitair in het Franse leger en vocht in het leger van de Vrije Fransen tijdens de Tweede Wereldoorlog.
Als militair raakte hij in de ban van generaal Charles de Gaulle die hij, evenals keizer Napoleon Bonaparte, zijn hele leven bewonderde.
Na de oorlog vocht hij als militair van het Franse leger in Indochina (Vietnam, Laos en Cambodja) en in Algerije. Hij bereikte de rang van kapitein en was een van de hoogste Afrikaanse officieren in het Franse leger. Terug in zijn geboorteland diende hij in het leger van de Centraal-Afrikaanse Republiek (1958-1964). Hij was de neef van de premier Barthélemy Boganda en de president David Dacko. In 1962 werd hij als kolonel chef van de generale staf van het Centraal-Afrikaans leger.

## Staatsgreep en presidentschap
Net als president David Dacko was Bokassa lid van de MESAN (Mouvement d'Évolution Sociale de l'Afrique Noire, of Beweging voor de Sociale Evolutie van Zwart-Afrika), maar toch pleegde hij op 1 januari 1966 een staatsgreep en riep zichzelf uit tot president en premier.
President Bokassa noemde als voornaamste redenen voor zijn coup de corruptie en de invloed van de in de Centraal-Afrikaanse Republiek verblijvende staatsburgers van de Volksrepubliek China, die in het land aanwezig waren om mee te helpen bij de opbouw van het land. Een van zijn eerste maatregelen als president was dan ook de uitzetting van al deze Chinezen.
In 1969 deed Alexandre Banza, de vicepresident, een gooi naar de macht, maar dit mislukte. Banza werd gearresteerd en later geëxecuteerd.
Bokassa groeide uit tot een gevaarlijke dictator, vergelijkbaar met Idi Amin in Oeganda. Desondanks zette hij zich nog altijd in voor het welzijn van de bevolking en liet de diamantproductie opvoeren om scholen en ziekenhuizen te bouwen. Voornaamste geldschieters voor zijn regime waren Frankrijk en de Verenigde Staten. In 1972 benoemde hij zichzelf tot president voor het leven.

## Van moslim tot keizer
Sinds het begin van de jaren 70 werd het Bokassa-regime corrupter en Bokassa en diens aanhangers baadden in weelde. Geld voor ontwikkelingshulp verdween in zijn eigen zak, samen met de opbrengsten van de diamantproductie en andere middelen die voor het volk bedoeld waren.
"Politieke tegenstanders" werden ter dood veroordeeld door middel van publieke terechtstellingen en werden soms zelfs gevoerd aan wilde dieren.
Na een bezoek aan de Libische leider Moammar al-Qadhafi in september 1976, werd hij in oktober voor korte tijd moslim en wijzigde zijn naam in Saleh Eddine Ahmed Bokassa. Reeds in december kwam hij hier weer op terug en werd weer katholiek. Ook verbrak hij de banden met Qadhafi. Op 4 december 1976 liet Jean-Bédel Bokassa zich uitroepen tot keizer Bokassa I en de MESAN werd uitgeroepen tot eenheids- en voorhoedepartij. De Centraal-Afrikaanse Republiek kreeg de naam Centraal-Afrikaans Keizerrijk. Exact een jaar later liet Bokassa zich kronen. Zijn kroning - gefinancierd met het geld van zijn arme bevolking, die maandelijks geld moest afstaan voor het evenement - was een kopie van de keizerskroning van Napoleon I. De kroning kostte 20 miljoen dollar, zo'n kwart van het BNP van het land. Een deel hiervan was door de Fransen betaald op voorwaarde dat Bokassa de banden met Qadhafi verbrak.
Het regime van keizer Bokassa I werd steeds grimmiger. In mei 1979 beschuldigde Amnesty International Bokassa van kannibalisme. Hij zou volgens Amnesty International het vlees van politieke tegenstanders hebben genuttigd. Niet alleen politieke tegenstanders zou hij hebben genuttigd, maar ook schoolkinderen die geprotesteerd hadden tegen het verplicht dragen van een schooluniform. Bokassa ontkende dat hij als gelovig christen aan kannibalisme zou doen en dat hij kinderen ooit kwaad zou hebben gedaan. Zijn toenmalige kok verklaarde echter, tijdens zijn proces in 1987, dat Bokassa wel degelijk schuldig was aan kannibalisme.
Na de beschuldiging van kannibalisme trokken Frankrijk en de VS, die tot die tijd Bokassa steunden, hun handen af van het regime.
Op 21 september 1979 bracht Bokassa een staatsbezoek aan Libië. Tijdens dit bezoek werd oud-president David Dacko met hulp van Frankrijk aan de macht geholpen. Bokassa vluchtte naar Frankrijk, maar vertrok later naar Ivoorkust, waar hij zijn memoires schreef.

## Ter dood veroordeeld
Ondertussen werd Bokassa in eigen land bij verstek ter dood veroordeeld.
In 1986 keerde Bokassa om onduidelijke redenen naar de Centraal-Afrikaanse Republiek terug. Hij werd in hechtenis genomen, berecht en opnieuw ter dood veroordeeld. In 1988 werd de straf omgezet in levenslang. In 1993 verleende president André Kolingba hem amnestie. "Als het volk het wenst, kom ik terug", zei hij vlak na zijn vrijlating op 1 september in een vraaggesprek met het Franse dagblad Le Figaro. Bij het verlaten van de gevangenis werd Bokassa toegejuicht door een menigte van ruim tweeduizend jongeren, die hem als hun nieuwe president wilden. "Ook al ben ik 72, ik zal alles doen wat mogelijk is om mijn land te helpen", aldus Bokassa in het interview.

## Trivia
- Bokassa erfde zijn weinig voorkomende voornaam, Jean-Bédel, van de Katholieke heilige van 7 april[1] Jean-Baptiste de la Salle, op de kalender afgekort als Jean-B. de l., en verbasterd tot Jean-Bedel.
- In de stripreeks De Kiekeboes door Merho werd Bokassa geparodieerd in het album "De zwarte Zonnekoning". Hij heet daar Moambe Sakka Sakka en laat zich net als Bokassa tot keizer kronen.[2]
- Het weekblad Panorama betitelde hem als "Koning, keizer, kannibaal", waarbij een destijds populaire slagzin voor het toiletpapiermerk Popla werd geparodieerd. Bokassa heeft echter nooit de titel koning gedragen.